# Прокатедральний собор Благовещения Пресвятой Богородицы (Бучач)
Прокатедральний собор Благовещения Пресвятой Богородицы — действующий храм в Бучаче (Тернопольская область, Украина). Второй по значению храм Бучацкой епархии УГКЦ после Кафедрального собора Верховных Апостолов Петра и Павла в Чорткове.

## Краткая история
В 2007 году епископ Ириней Билык освятил крест на месте церкви.
Освящение состоялось 21 сентября 2014 года с участием митрополита Тернопольского Василия Семенюка, епарха Бучацкого Дмитрия Григорака, экзарха Луцкого Иосафата Говери. Также был освящен престол, киот. На празднике присутствовали, в частности, городской голова Бучача Иосиф Мосціпан, председатель Бучацкой РГА Василий Вонсяк и председатель Тернопольской ОГА Олег Сиротюк, который подарил храму 2 хоругви святых Владимира и Ольги.
Наместниками Дмитрия Григорака в Бучаче будут а. Зеновий Войтюк и о. Владимир Гнилица.

## О храме
Архитекторы: Олег Залищук, его дочь Виктория Огонек из Тернополя, Иван Добровольский (Бучач).
Стоимость строительства скалал 7 млн грн. Главными жертвователями были христианские благотворительные организации Германии.
Собор состоит из надземной и подземной церквей.

## Ссылка
- Бучацькі новини